# Митрополия (Лерин)
Митрополията (на гръцки: Μητροπολιτικο Μεγάρο Φλώρινας) е е административна сграда в град Лерин, Гърция, седалище на Леринската, Преспанска и Еордейска епархия и на нейния митрополит.

## Местоположение
Сградата е разположена на едноименната улица „Митрополи“, до катедралата „Свети Пантелеймон“.

## История
Построена е в 1902 - 1903 година при управлението на митрополит Йоаникий Мъгленски (1894 - 1905) с дарения на вярващите, със съдействието на църквата „Свети Георги“ и щедрото дарение на Евстатиос Евгенидис, банкер в Цариград.
В 1998 година сградата е обявена за паметник на културата като архитектурен паметник.

## Описание
Сградата е построена в неокласически стил по модел на Митрополията в Солун, дело на Ернст Цилер от 1892 година. Сградата е структурирана на две основни нива и полусутерен. Тя е симетрична по отношение на организацията на елементите спрямо централната ос. В строго геометричния правоъгълен обем на сградата над фасадата доминира двуетажен портик с троен свод, който подчертава главния достъп към палатата. Четирскатният покрив е бил обгрден с парапет, образуван от глинени балюстради. Този парапет, който е разрушен, е прекъснат от стълбове-основи за декоративни глинени съдове. Но на фасадата и в центъра е запазен крайният фронтон, където е вграден мраморният ктиторски надпис. Еклектичното настроение на сградата е очевидно с ясни ренесансови препратки.